# Hit 'N' Run Tour
Pour les articles homonymes, voir Hit and run.
Tournées par Prince
Newpower Soul Tour
(1998) A Celebration Tour
(2001)
Le Hit 'N' Run Tour est une tournée de Prince réalisé entre le 7 novembre 2000 et le 6 mai 2001. La tournée fait la promotion de Rave Un2 the Joy Fantastic et The Rainbow Children. 

## Histoire
Il s'agit de la première tournée dans laquelle Prince abandonne le nom du Love Symbol pour reprendre son nom de naissance. Cela grâce à la fin du contrat qui le liait à Warner Bros. Prince est soutenu par la New Power Generation qui a un rôle complètement différent. Mais encore une fois les ventes restent faible. Cependant, Prince reprend peu à peu goût à ce qu'il fait et semble plus heureux sur scène. 

## Incidents/Faits divers
- Pendant l'interprétation de The Beautiful Ones à Memphis, Prince reçoit deux roses que lui tendent deux fans dans le public. Il les accepte en continuant de chanter puis, revient au centre de la scène et les jette dans l'assistance.[réf. nécessaire]

## Groupe
- Prince : chant, guitare et piano
- Mike Scott : guitare rythmique
- Rhonda Smith : basse et chant
- Mr. Hayes : clavier et chant
- Kip Blackshire : clavier et chant
- John Blackwell : batterie
- Najee: saxophone, flûte
- Geneva : chant et danse
- Mikele, Malikah, Niyoki et Tia White (Milenia) : chœur

## Liste des chansons
- "Intro"
- "Uptown"
- "Controversy"
- "Mutiny"
- "The Work Pt 1."
- "Cream"
- "Little Red Corvette"
- "I Wanna Be Your Lover"
- "Sexy Dancer"
- "Housequake"
- "The Ballad of Dorothy Parker"
- "Four"
- "Someday We'll All Be Free" (Donny Hathaway)
- "U Make My Sun Shine"
- "I Could Never Take the Place of Your Man"
- "Summertime"
- "Do Me, Baby"
- "Scandalous"
- "Diamonds and Pearls"
- "The Beautiful Ones"
- "Nothing Compares 2 U"

Entracte
- "Let's Go Crazy"
- "Take Me With U"
- "Raspberry Beret"
- "Darling Nikki"
- "When Doves Cry"
- "Fathers Song"
- "Computer Blue" (Instrumental)
- "The One"/"I Would Die 4 U"
- "Baby I'm A Starr"
- "God" (Instrumental)
- "Purple Rain"

La liste n'était quasiment jamais la même celle-ci est celle du 28 avril 2001 à Oakland
En plus furent joués "Gett Off", "Pop Life", "Northside", "We Gon' Make it Funky", Bambi et "If I Was Your Girlfriend".

## Dates des concerts
| #    | Date              | Ville          | Pays       | Salle                 | Audience |
| ---- | ----------------- | -------------- | ---------- | --------------------- | -------- |
| 2000 |                   |                |            |                       |          |
| 1    | 8 septembre 2000  | Chanhassen     | États-Unis | Paisley Park          | 1 000    |
| 2    | 29 septembre 2000 | Chanhassen     | États-Unis | Paisley Park          | 1 000    |
| 3    | 20 octobre 2000   | Chanhassen     | États-Unis | Paisley Park          | 1 000    |
| 4    | 3 novembre 2000   | Chanhassen     | États-Unis | Paisley Park          | 1 000    |
| 5    | 7 novembre 2000   | Worcester      | États-Unis | The Palladium         | 2 900    |
| 6    | 8 novembre 2000   | Richmond       | États-Unis | Landmark Theater      | 3 300    |
| 7    | 10 novembre 2000  | Fairfax        | États-Unis | Patriot Center        | 9 035    |
| 8    | 11 novembre 2000  | Philadelphie   | États-Unis | Academy of Music      | 2 897    |
| 9    | 12 novembre 2000  | Cleveland      | États-Unis | Convocation Center    | 10 000   |
| 10   | 14 novembre 2000  | Détroit        | États-Unis | Detroit State Theater | 2 300    |
| 11   | 16 novembre 2000  | Chicago        | États-Unis | Riviera Theater       | 2 300    |
| 12   | 17 novembre 2000  | Chicago        | États-Unis | Cabaret Metro         | 1 100    |
| 13   | 18 novembre 2000  | Milwaukee      | États-Unis | Milwaukee Auditorium  | 6 000    |
| 14   | 19 novembre 2000  | Grand Rapids   | États-Unis | Van Andel Arena       | 10 000   |
| 15   | 20 novembre 2000  | Grand Rapids   | États-Unis | The Orbit             | 1 450    |
| 16   | 20 novembre 2000  | Cincinnati     | États-Unis | Cincinnati Music Hall | 3 000    |
| 17   | 22 novembre 2000  | Atlanta        | États-Unis | The Tabernacle        | 2 500    |
| 18   | 23 novembre 2000  | Atlanta        | États-Unis | Club 1150             | 1 000    |
| 19   | 24 novembre 2000  | Memphis        | États-Unis | The Pyramid           | 21 000   |
| 20   | 25 novembre 2000  | Nashville      | États-Unis | Municipal Auditorium  | 9 700    |
| 21   | 26 novembre 2000  | Charlotte      | États-Unis | Independence Arena    | 7 000    |
| 22   | 28 novembre 2000  | Saint Louis    | États-Unis | Sawis Center          | 9 162    |
| 23   | 30 novembre 2000  | Houston        | États-Unis | Hofheinz Pavillion    | 8 479    |
| 24   | 1er décembre 2000 | Dallas         | États-Unis | Convention Center     | 13 533   |
| 25   | 3 décembre 2000   | San Francisco  | États-Unis | Warfield Theater      | 800      |
| 26   | 8 décembre 2000   | San José       | États-Unis | Event Center          | 5 000    |
| 27   | 9 décembre 2000   | Las Vegas      | États-Unis | Aladdin Casino        | 7 000    |
| 28   | 10 décembre 2000  | Las Vegas      | États-Unis | Studio 54             | 1 100    |
| 2001 |                   |                |            |                       |          |
| 29   | 17 mars 2001      | Chanhassen     | États-Unis | Paisley Park          | 1 000    |
| 30   | 30 mars 2001      | Chicago        | États-Unis | Park West Theatre     | 1 000    |
| 31   | 14 avril 2001     | Atlanta        | États-Unis | Atlanta Civic Center  | 5 500    |
| 32   | 15 avril 2001     | Atlanta        | États-Unis | Atlanta Civic Center  | 5 500    |
| 33   | 17 avril 2001     | Norfolk        | États-Unis | The Norva             | 1 500    |
| 34   | 18 avril 2001     | Baltimore      | États-Unis | Lyric Opera House     | 2 564    |
| 35   | 19 avril 2001     | Wilkes-Barre   | États-Unis | First Union Arena     | 6 332    |
| 36   | 21 avril 2001     | Little Rock    | États-Unis | Alltel Arena          | 5 071    |
| 37   | 22 avril 2001     | Kansas City    | États-Unis | Municipal Auditorium  | 8 300    |
| 38   | 24 avril 2001     | Denver         | États-Unis | Magness Arena         | 6 566    |
| 39   | 25 avril 2001     | Salt Lake City | États-Unis | E Center              | 4 746    |
| 40   | 26 avril 2001     | Salt Lake City | États-Unis | Brick's               | 500      |
| 41   | 27 avril 2001     | San Diego      | États-Unis | Cox Arena             | 12 414   |
| 42   | 28 avril 2001     | Oakland        | États-Unis | Oakland Arena         | 17 317   |
| 43   | 29 avril 2001     | San Francisco  | États-Unis | The Fillmore          | 1 199    |
| 44   | 4 mai 2001        | Hollywood      | États-Unis | Hollywood Palladium   | 4 000    |
| 45   | 6 mai 2001        | Sacramento     | États-Unis | Memorial Auditorium   | 4 000    |
| 46   | 11 juin 2001      | Chanhassen     | États-Unis | Paisley Park          | 1 000    |